# Behálózva (film, 1987)
A Behálózva (Dragnet) 1987-ben bemutatott amerikai bűnügyi filmvígjáték Dan Aykroyd, Tom Hanks és Christopher Plummer főszereplésével. A megtörtént esetek alapján készült eredeti Dragnet krimisorozat 1949-ben indult, melyekben Joe Friday, a Los Angelesi rendőrség őrmestere különféle bűncselekményeket nyomozott ki. A sorozat eleinte rádiójáték volt, majd két tévésorozat készült a későbbiekben. 
Az 1987-es film az 1967 és 1970 közötti második tévésorozat  egy generációval későbbi folytatása, de vígjátéki formában. Joe Friday unokaöccse (neve szintén Joe Friday) nagybátyjához hasonló szellemben, kissé kimért stílusban nyomoz. Munkahelye, asztala, főnöke, rangja, jelvényszáma (714) megegyezik nagybátyjáéval. Egy szövevényes bűncselekmény-sorozat kinyomozása a feladata, ehhez kap egy fiatal társat, akivel eleinte nehezen van közös hullámhosszon.
Magyarországon 1992-ben VHS, 2008-ban DVD formátumban megjelent, több alkalommal adták televízióban, mozibemutatóról nincs információ.

## Előzmények
A Dragnet egy Magyarországon teljesen ismeretlen, de Amerikában igen sikeres krimisorozat volt. 1949 és 1957  között rádiójáték formájában adták, 1951 és 1959 között fekete-fehér tévésorozat is készült, részben a rádiójáték epizódok alapján. 1954-ben és 1966-ban két mozifilmet  forgattak. A fanfáros főcímzene a rádiójátékok kora óta nem változott.
Az epizódok valós bűnügyek alapján íródtak, az elejükön el is hangzik a szokásos szöveg: „Hölgyem és uraim, amit látni fognak megtörtént eseményeken alapul, csak a neveket változtattuk meg az ártatlanság védelmében“. 
Joe Friday őrmester, a Los Angelesi rendőrség nyomozója egy lényegretörő, kissé zárkózott, keveset beszélő, fegyelmezett személyiség. Az epizódok elején mindig elhangzik naplószerű megállapítása Los Angeles városáról, a bűnözésről és a rendőri munkáról, a helyszínről, a pontos időről, az időjárásról és hőmérsékletről, valamint az aktuális bűnügyről. Kedvenc szavajárása a túl bőbeszédű tanúk kihallgatásakor: „csak a tényeket, asszonyom“ (Just the facts, ma'am).
Az 1987-es mozifilm közvetlen előzménye az 1967 és 1970 között készült 98 epizódos újabb tévésorozat, a filmben több utalás is történik rá. Gannon, az idősebb Friday kollégája, húsz évvel később a fiatalabb főnöke szerepét ugyanaz a Harry Morgan alakítja.

## Cselekmény
Los Angelesben nem jól mennek a dolgok. Egy P.A.G.A.N. 
(Polgárok Akik Gyűlölik A Normákat) nevű, sátánista szekta jellegű bűnszervezet egyre több bűncselekményt követ el, mostanra már rendőrautókat is lopnak. A város rendőrfőnöke, a törtető és rámenős Jane Kirkpatrick politikai előnyt akar az ügyből kihozni, ő akar lenni az új polgármester. Tetejébe a városba érkezik Jonathan Whirley tiszteletes azzal a céllal, hogy a bűn városát megtisztítsa és jó útra terelje a Törvény és Rend Alapítványával. 
Joe Friday őrmester a Los Angelesi rendőrség nyomozója. Kimért és zárkózott, munkáját maximális lelkiismerettel és fegyelmezetten végzi, méltó akar lenni nagybátyjához és nagy elődjéhez, az elhunyt idősebb Joe Friday nyomozóhoz. Nyomozási módszere, öltözéke, de még beszédstílusa is hozzá hasonló. Mikor társa váratlanul nyugdíjba vonul, Pep Streebek személyében egy vele homlokegyenest ellenkező stílusú, lezser és fiatal társat kap.
Első közös munkanapjuk elég zűrösen alakul. Jerry Caesar, egy kéjpalotában élő szexújság-tulajdonostól ellopták szexmagazinjának a 25. éves jubileumra kiadott összes példányát. Az állatkertből elloptak egy denevért, egy anakondát, valamint lenyírták és elvitték az egyik oroszlán sörényét. Egy felháborodott asszonyságtól a bérlője, Emil Muzz ellopta egykori esküvői ruháját, tetejébe a lakbér kifizetése nélkül távozott. A teherpályaudvarról is elloptak egy teljes tartály mérgező vegyületet. A látszólag összefüggéstelen esetek mindegyikét a P.A.G.A.N. szervezet követte el, névjegyüket mindenütt otthagyták. 
Az hamar kiderül, hogy Emil Muzz Jerry Caesar személyi sofőrje, valamint a hegyek között ma éjjel tartják a nagy P.A.G.A.N. összejövetelt. A két zsaru punknak öltözve elmegy a roppant hektikus buliba. Kiderül, a kígyó, a denevér, az oroszlánsörény, az esküvői ruha csak kellékek a főpap emberáldozatához, aki egy előző nap elrabolt, még ártatlan fiatal lány. 
Ketten megmentik, majd jelentik az esetet a főnöküknek. A reggel kivonuló csapat azonban semmi jelét nem látja az előző esti eseményeknek, ezért a rendőrfőnök asszony nem ad hitelt a szavaiknak és kirúgással fenyegeti meg őket. Joe és a megmentett Connie egyre közelebb kerülnek egymáshoz. Connie egy nyilvános helyen felismeri, hogy a P.A.G.A.N. főpap nem más, mint a köztiszteletben álló Jonathan tiszteletes. Joe ott a helyszínen letartóztatást eszközöl, amiért Kirkpatrick felfüggeszti állásából. Mindezek után Muzz és emberei elrabolják kettejüket, a nyomozást Pep folytatja. Joe-t kiszabadítja, de Connie sehol nincs.
A kép úgy tűnik lassan összeáll. A terv a következő: Jonathan tiszteletes nappal az erkölcsjavító mozgalom feje, éjjel a P.A.G.A.N. sátánista főpapja. Az egyre több bűncselekmény miatt a polgármester megbukik, Jane jön helyette. A P.A.G.A.N. fogja képviselni a bűnt és erőszakot, Jerry Caesar a pornót és az erkölcstelenséget, Jane és a tiszteletes meg harcolni fog mindkettő ellen, így hárman fogják uralni a várost. A tiszteletes és Jane azonban ennél is tovább gondolja. A nagy jubileumi partyn kiengedett mérgesgázzal megölik Jerryt és a vendégeket, köztük a polgármestert, az esetet a paganokra fogják, majd immár ketten uralják a várost.
Joe és Pep megakadályozzák a gázömlést és riadóztatják a rendőrséget. A paganokat, köztük Muzzt letartóztatják. Jonathan repülővel elmenekül, viszi magával a megkötözött Connie-t, de egy vadászgéppel leszállásra kényszerítik. 43X99 évet kap, de jó magaviselet esetén szabadulhat hét év után. Joe és Connie egymásra találnak. Minden rendbejönne, ám Joe következő napi feljegyzése egy újabb P.A.G.A.N. gyűlést említ...

## Érdekességek
- Day Aykroyd beszédhangja nagyon hasonló az idősebb Fridayt alakító Jack Webb hangjához. Filmbéli hanghordozása és beszédstílusa szinte megegyezik vele.
- A film dramaturgiája, színészvezetése, rendezői stílusa hasonló a korábbi tévéepizódokhoz, például a naplószerű bevezető, a Friday általi narráció, a tettes büntetésének film végi leírása.
- Míg az eredeti rádió- és tévéepizódok valós bűncselekmények alapján készültek, a mozifilm teljes egészében fikció.
- Jack Webb mint Friday mindvégig a 714-es számú rendőrségi jelvényt viselte, amit 1982-es halála után a Los Angelesi rendőrségnél örökre megszüntettek. A filmben ifjabb Friday is ezt a jelvényt viseli.
- A filmben idősebb Friday kollégája, ifjabb Friday főnöke ugyanaz a Gannon őrmester, majd százados, Harry Morgan alakításában.
- Az Emil Muzz pagant alakító közel két méter magas Jack O'Halloran nehézsúlyú profi ökölvívó is volt korábban.

## Szereplők
| Szerep                                          | Színész             | Magyar hangja (1. szinkron) |
| ----------------------------------------------- | ------------------- | --------------------------- |
| Joe Friday őrmester, nyomozó                    | Dan Aykroyd         | Szersén Gyula               |
| Pep Streebek, fiatal nyomozó                    | Tom Hanks           | Kautzky Armand              |
| Jonathan Whirley tiszteletes / P.A.G.A.N. főpap | Christopher Plummer | Szokolay Ottó               |
| Gannon százados, Joe felettese                  | Harry Morgan        | Kenderesi Tibor             |
| Connie Swail, a szűz                            | Alexandra Paul      | Kiss Erika                  |
| Emil Muzz, pagan alvezér                        | Jack O’Halloran     | Kránitz Lajos               |
| Jane Kirkpatrick rendőrfőnök                    | Elizabeth Ashley    | N/A                         |
| Jerry Caesar pornókirály                        | Dabney Coleman      | Tolnai Miklós               |
| Enid Borden, az esküvői ruhás nő                | Kathleen Freeman    | Hacser Józsa                |
| Peter Parvin polgármester                       | Bruce Gray          | Rosta Sándor                |
| Grace Mundy, Joe nagyija                        | Lenka Peterson      | Örkényi Éva                 |
| Sylvia Wiss                                     | Julia Jennings      | Menszátor Magdolna          |
| Miss April                                      | Lisa Aliff          | Orosz Helga                 |
| Tito Provencal mozdonyvezető                    | Fred Asparagus      | (néma szerep)               |